# Accolade Holding

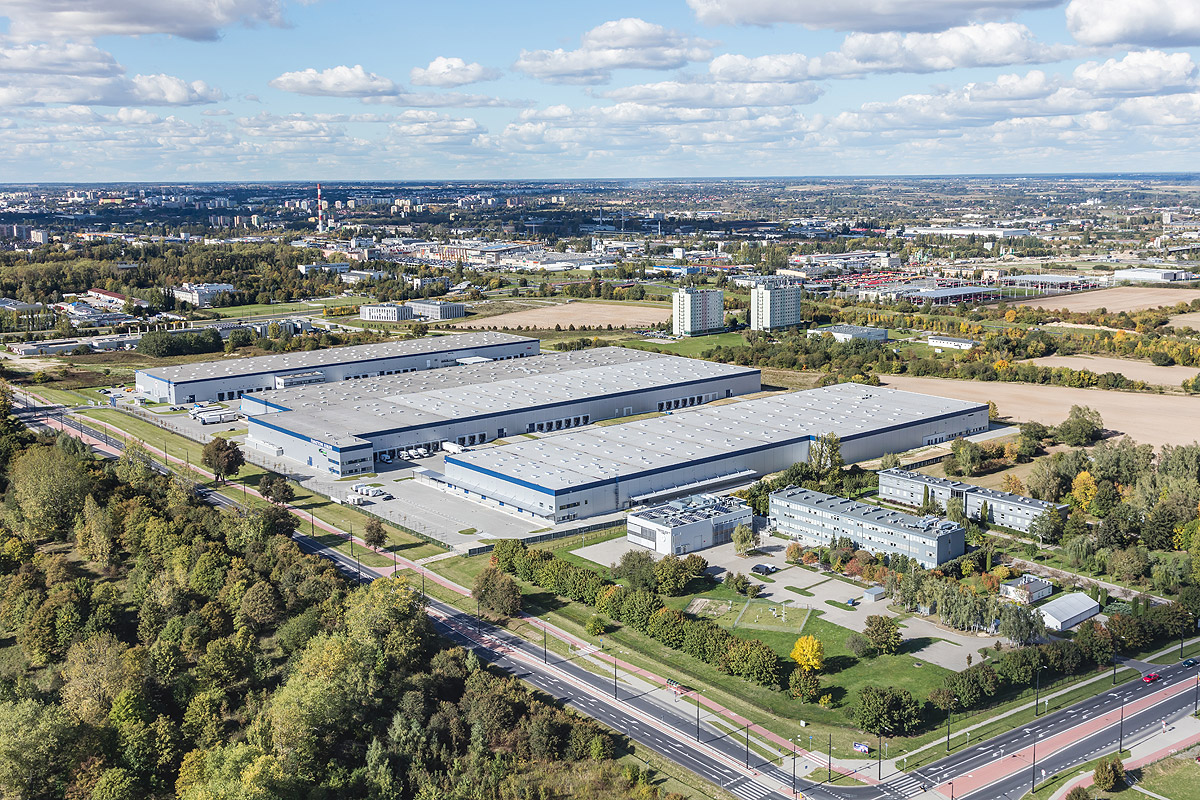
Park Lublin, Polska

Accolade Holding, a.s. (Grupa Accolade) – czeska spółka inwestycyjna, działająca w sześciu krajach UE.
Zapewnia infrastrukturę dla biznesu w Europie, najczęściej dla firm działających w branży e-commerce, przemyśle przetwórczym i logistyce.
Firma posiada sieć 26 przyjaznych dla środowiska parków przemysłowych w Republice Czeskiej, Polsce, Niemczech i na Słowacji. Większość nieruchomości posiada certyfikat środowiskowy BREEAM.
W 2018 roku Grupa Accolade była właścicielem i wynajmowała łącznie 750 000 m² gotowej powierzchni przemysłowej na wynajem. W roku 2019 portfel nieruchomości osiągnął łączną powierzchnię 1,3 mln m² o wartości niemalże 1,134 mld EUR. Z uwzględnieniem projektów zaplanowanych na rok 2020, powierzchnia najmu wynosi prawie 1,8 mln m² i obejmuje zarówno nowe budynki, jak i zrewitalizowane tereny poprzemysłowe starych zakładów produkcyjnych.
W roku 2014 powstał fundusz własności przemysłowej Accolade Fund Sicav przeznaczony dla inwestorów kwalifikowanych, którzy za jego pośrednictwem mogą uczestniczyć w rozwoju nowoczesnego przemysłu w całej Europie.
Od 2017 roku Grupa Accolade jest także właścicielem operatora drugiego najbardziej ruchliwego lotniska w Czechach – Brno-Tuřany. Firma ogłosiła również przygotowanie poligonu służącego  do projektowania i certyfikacji pojazdów z autonomiczną jazdą w pobliżu miasta Stříbro w Czechach Zachodnich.
Grupa jest aktywna również w obszarze odpowiedzialności społecznej. Od kilku lat wspiera mieszkania chronione oraz warsztaty socjoterapeutyczne organizacji niezyskowej Mela, a także projekty w dziedzinie nauki (Nagroda Neuron), kultury (Międzynarodowy Festiwal Filmowy w Karlowych Warach) i sportu (Česká spořitelna –  Accolade cycling team). Współpracując z samorządami regionalnymi firma uczestniczy w rozwoju miejscowości, na których terenie działa.

## Historia firmy
Grupa Accolade powstała w roku 2011. Jej właścicielami są Milan Kratina i Zdeněk Šoustal, którzy aktywnie uczestniczą w przygotowaniach i realizacji projektów i szukają możliwości dalszego wzrostu i rozwoju.
W roku 2014 firma rozszerzyła działalność na Polskę, gdzie dzięki otwartemu podejściu do inwestorów, głównie firm z Europy Zachodniej, stała się centrum produkcji i działalności wielu firm światowej klasy. Znaczna część polskich parków powstała na terenach poprzemysłowych, które udało się przywrócić do życia i stworzyć tam miejsca pracy o wartości dodanej.
Od chwili swojego założenia firmie udało się zbudować szeroki portfel nieruchomości komercyjnych w całej Republice Czeskiej i Polsce. Od 2018 r. Accolade inwestuje również w projekty przemysłowe w Niemczech a w roku 2019 portfela dołączyła  Słowacja. Jego dynamiczny wzrost znalazł potwierdzenie także w formie nagrody prestiżowego magazynu Financial Times, który umieścił firmę na 56. miejscu w rankingu najszybciej rozwijających się firm w Europie, w TOP 5 na rynku nieruchomości i przyznał pozycję lidera wśród firm w Czechach.

## Sieć parków przemysłowych Accolade
W roku 2019 Grupa Accolade zarządzała 26 parkami przemysłowymi. Wśród najemców Grupy Accolade można wymienić takie firmy jak GE Aviation, Tchibo, DHL, DB Schenker, TRW, Swiss Krono i szereg innych.

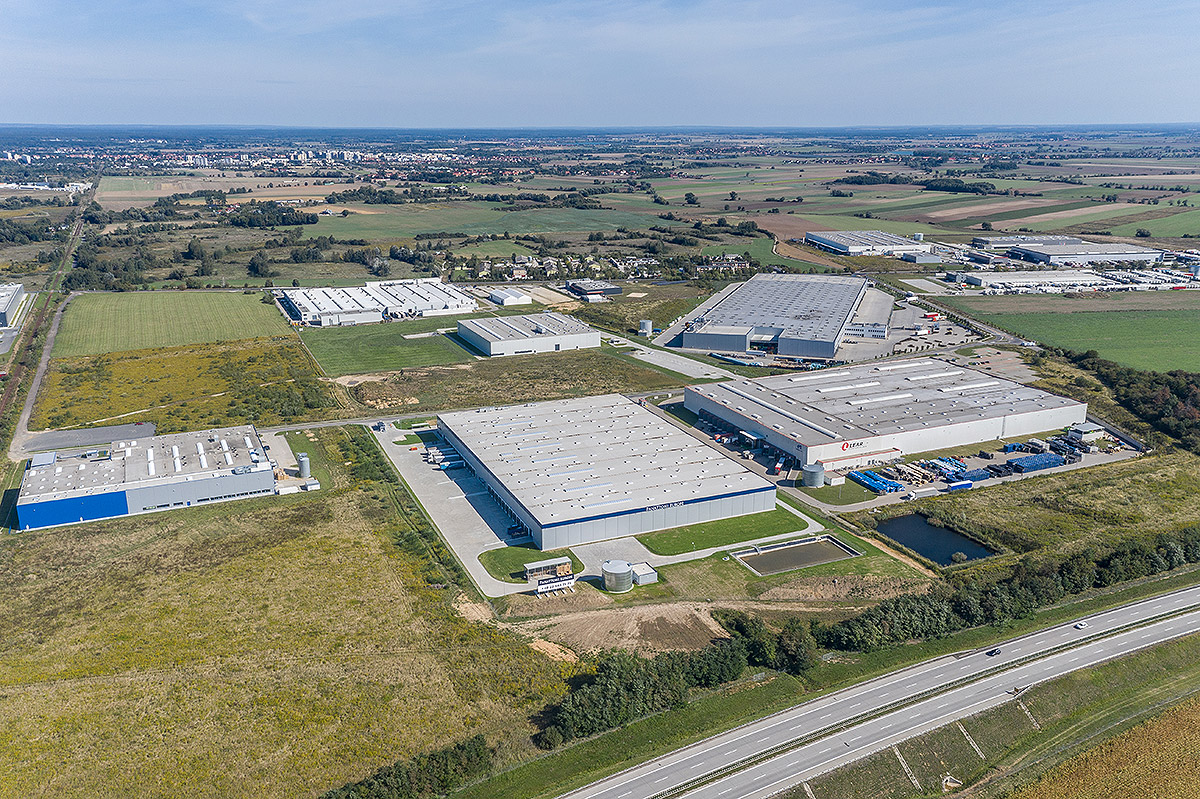
Park „build-to-suit” w Legnicy, Polska.

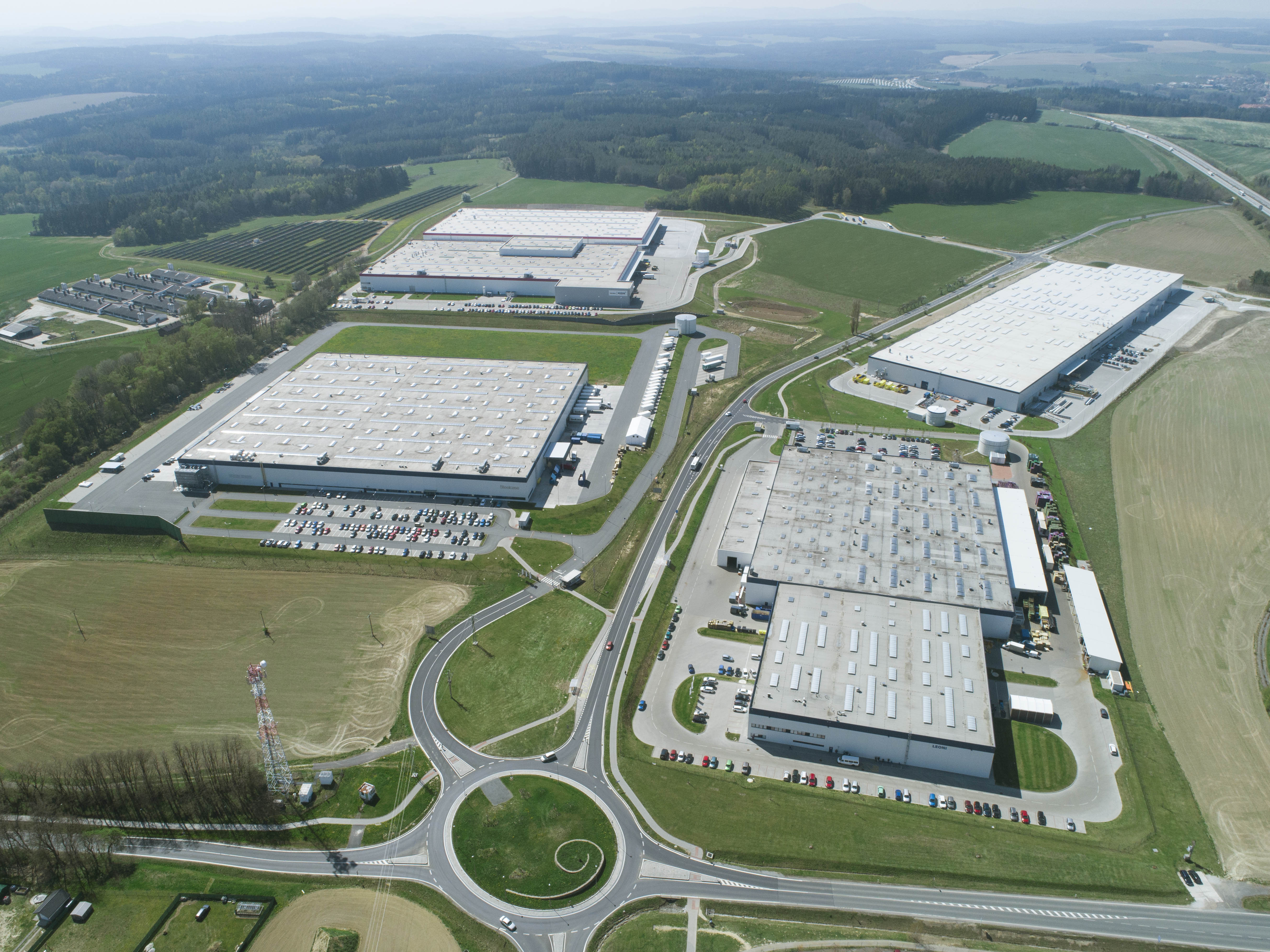
Panattoni Park Stříbro z BREAM Bardzo dobra nagroda, Czechy

| Kraj                        | Republika Czeska | Polska  | Niemcy | Słowacja | Razem     |
| --------------------------- | ---------------- | ------- | ------ | -------- | --------- |
| Liczba parków               | 13               | 10      | 2)     | 1        | 26        |
| Całkowita powierzchnia w m² | 878 356          | 823 951 | 27 568 | 37 139   | 1 767 014 |
| Wartość w milionach EUR     | 625,7            | 467,5   | 37,1   | 3,9      | 1 134,2   |
| Zrealizowane projekty w m²  | 463 346          | 490 414 | 7 512  | X        | 961 272   |
| Projekty w budowie w m²     | 118 659          | 122 820 | 20 056 | 16 767   | 278 302   |
| Planowane projekty w m²     | 296 351          | 210 717 | X      | 20 372   | 527 440   |

Na dzień 31 grudnia 2019 r.

## Zrównoważony rozwój
Grupa Accolade inwestuje wyłącznie w budowę budynków przemysłowych spełniających wymagania certyfikatu BREEAM co najmniej w stopniu „Bardzo dobry” w Czechach i „Dobry” w Polsce. Certyfikacja gwarantuje wysoki poziom odpowiedzialności wobec środowiska naturalnego i warunków pracy dla pracowników, a także samowystarczalność energetyczną budynku.
Budynek Accolade przygotowany dla centrum dystrybucji kosmetyków Estée Lauder obsługiwany przez DHL w strefie przemysłowej Cheb posiada certyfikat BREEAM Excellent. W ten sposób znalazł się wśród najlepiej ocenianych budynków w regionie Europy Środkowej.

## Nawiązanie do tradycji przemysłowej
Grupa aktywnie poszukuje lokalizacji o tradycji przemysłowej, ożywiając na nowo zrujnowane tereny produkcyjne. Udział zrewitalizowanych terenów poprzemysłowych w Polsce przekroczył 50%, w Czechach 22%. Grupa przygotowuje także rewitalizację starego terenu poprzemysłowego w niemieckim Bochum, gdzie nowoczesna hala zastąpi byłą fabrykę OPEL.